# Unruhen in Bangkok 2010

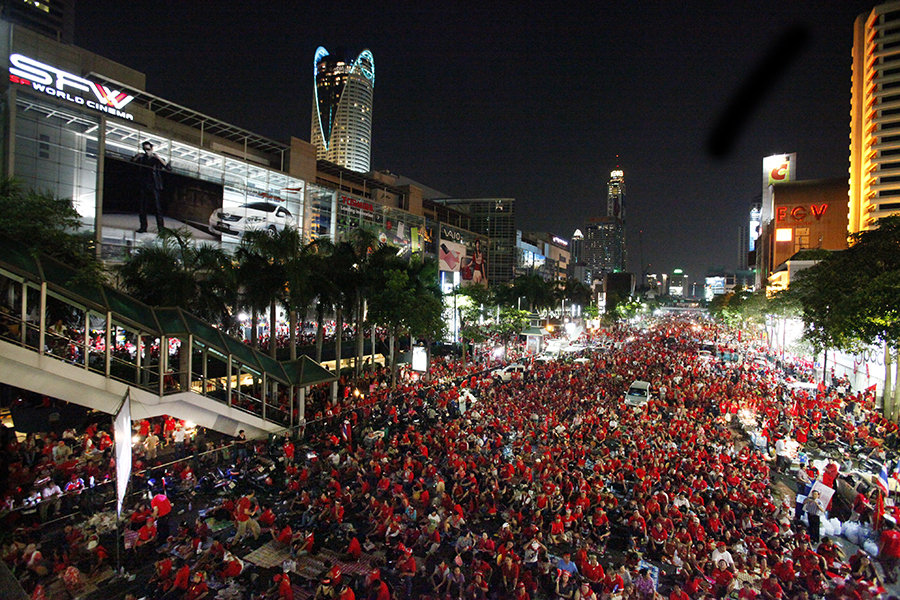
Demonstranten an der Ratchaprasong-Kreuzung am 4. April

Bei den Unruhen in Bangkok 2010 handelte es sich um die Ereignisse rund um die Proteste der National United Front of Democracy Against Dictatorship (kurz UDD, deutsch etwa: Vereinigte nationale Front für Demokratie gegen Diktatur; im Volksmund Rothemden) gegen die thailändische Regierung unter Premierminister Abhisit Vejjajiva. Die UDD forderte den Rücktritt seines Kabinetts und sofortige Neuwahlen. Dabei besetzten Demonstranten wochenlang das Bangkoker Geschäftsviertel Silom, errichteten Barrikaden und lieferten sich Kämpfe mit Polizei und Armee.
Die Unruhen begannen mit Massendemonstrationen am 12. März 2010. Nachdem die Rothemden Anfang April in das Repräsentantenhaus eingedrungen waren, gründete die Regierung das Centre for the Resolution of the Emergency Situation (CRES) und rief den Ausnahmezustand in Bangkok und mehreren thailändischen Provinzen aus. In der Folge eskalierten die Demonstrationen in Straßenkämpfen, bis die Thailändischen Streitkräfte sie am 19. Mai gewaltsam niederschlugen. Die Regierung verlängerte den Ausnahmezustand mehrmals und hob ihn am 22. Dezember auf.
Bei den Unruhen starben zwischen 88 und 92 Menschen. Die Schätzungen der Zahl der Verletzten schwanken zwischen knapp 1.900 und mehr als 2.000. Es entstand erheblicher Sachschaden, sowohl direkt durch die Kämpfe und die anschließenden Brandstiftungen als auch indirekt durch Einnahmeausfälle im Tourismus.
Die internationale Gemeinschaft reagierte größtenteils besorgt auf die Vorgänge, enthielt sich aber konkreter Schritte. Viele Staaten, darunter Deutschland und Österreich, gaben Reisewarnungen für Thailand aus. Mehrere Nichtregierungsorganisationen kritisierten das Vorgehen der Regierung und der UDD.
Nach den Protesten inhaftierten die Behörden mehrere Anführer der Rothemden und klagten sie unter dem Vorwurf des Terrorismus und der Majestätsbeleidigung an. Es folgten Anzeigen der Staatsanwaltschaft gegen Abhisit Vejjajiva und den damaligen Innen- und Vizepremierminister Suthep Thaugsuban im Dezember 2012.
An den Jahrestagen des Beginns der Proteste, des ersten gewalttätigen Zusammenstoßes und des Sturms der Sicherheitskräfte fanden in Bangkok friedliche Gedenkdemonstrationen der UDD mit jeweils etwa 20.000 Teilnehmern statt.
Bei der Parlamentswahl im Juli 2011 gewann die den Rothemden nahestehende Pheu-Thai-Partei (PTP) die absolute Mehrheit, während die Demokratische Partei von Abhisit Vejjajiva nur 30 Prozent erreichte und in der Folge die Regierungsmacht abgeben musste.
Im August 2013 startete die neue Regierung eine Debatte im Repräsentantenhaus zur Verabschiedung eines Amnestiegesetzes, das den Teilnehmern an politischen Protesten Straffreiheit garantieren sollte.

## Hintergrund

### Vorgeschichte

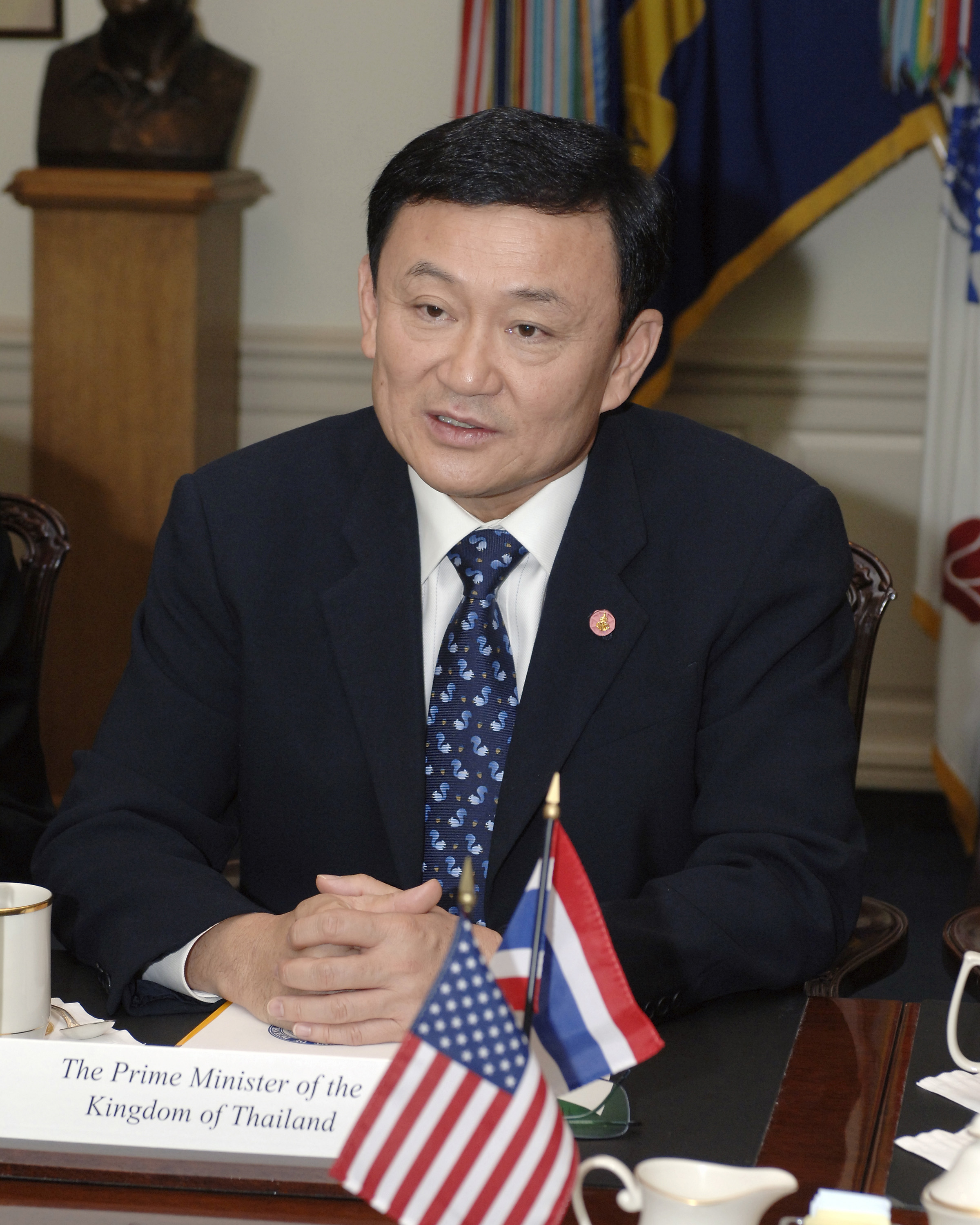
Thaksin Shinawatra als Ministerpräsident bei einem Besuch in den USA im September 2005

Den Ereignissen ging eine durch einen unblutigen Putsch gegen den damaligen Regierungschef Thaksin Shinawatra im September 2006 ausgelöste politische Krise Thailands voraus. Die Militärs begründeten den Staatsstreich mit Korruptionsvorwürfen rund um den Verkauf seines Kommunikationskonzerns Shin Corporation, für den er, dank entsprechender Gesetzesänderungen, keine Steuern bezahlte.
Einige Wochen nach dem Putsch gründete sich die UDD, die enge Verbindungen zu dem gestürzten Regierungschef unterhielt. Der Volksmund und die Presse bezeichneten die Partei oft auch mit dem Namen „Rothemden“.

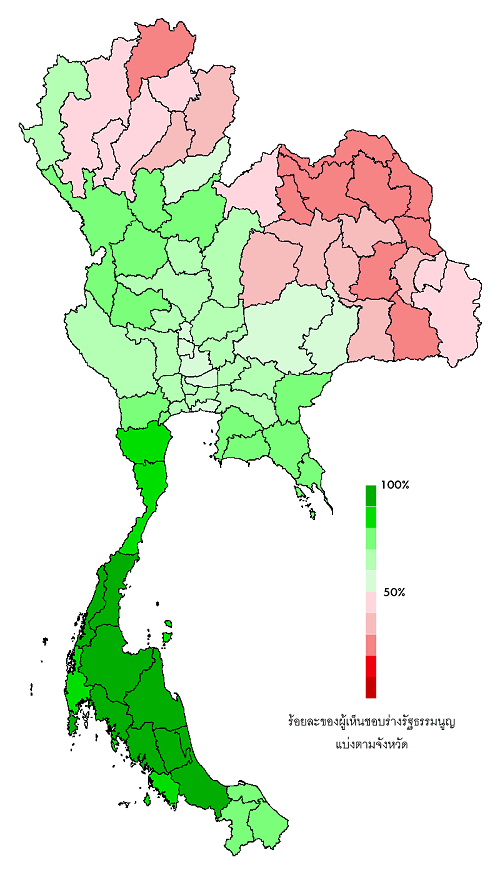
Ergebnisse des Verfassungsreferendums 2007.

Eine Gruppe unter der Ägide des Militärs entwickelte einen Verfassungsentwurf, den das Volk im August 2007 in einem landesweiten Referendum mit etwa 58 Prozent der Stimmen annahm. In der Folge fanden im Dezember freie Wahlen statt, aus denen die Phak Palang Prachachon (PPP), eine Nachfolgepartei von Thaksins Thai Rak Thai (TRT), unter Samak Sundaravej als Siegerin hervorging. Ende August 2008 besetzten mehrere tausend protestierende Anhänger der Volksallianz für Demokratie (PAD; die sogenannten „Gelbhemden“) über mehrere Tage seinen Amtssitz sowie vorübergehend die beiden Flughäfen von Bangkok (Suvarnabhumi und Don Mueang) und die Flughäfen von Phuket, Krabi und Hat Yai. Mitglieder der Gewerkschaft und der Versorgungswerke bestreikten zusätzlich noch Bahnverbindungen nach Bangkok, was letztlich zum Rücktritt der Regierung führte.
Im Dezember 2008 wählte das Parlament, nach einem Verbot der PPP, Abhisit zum Premierminister.
Nachdem hunderte Rothemden den Tagungsort gestürmt hatten, musste Anfang April 2009 der ASEAN-Gipfel im thailändischen Pattaya abgebrochen werden. Regierungschef Abhisit Vejjajiva rief daraufhin den Notstand aus. Die politischen Unruhen griffen auch auf Bangkok über, wo bei Straßenkämpfen mit der Polizei und Soldaten zwei Menschen getötet wurden.

### Regionales Ungleichgewicht
| Bangkok |

| Isaan |

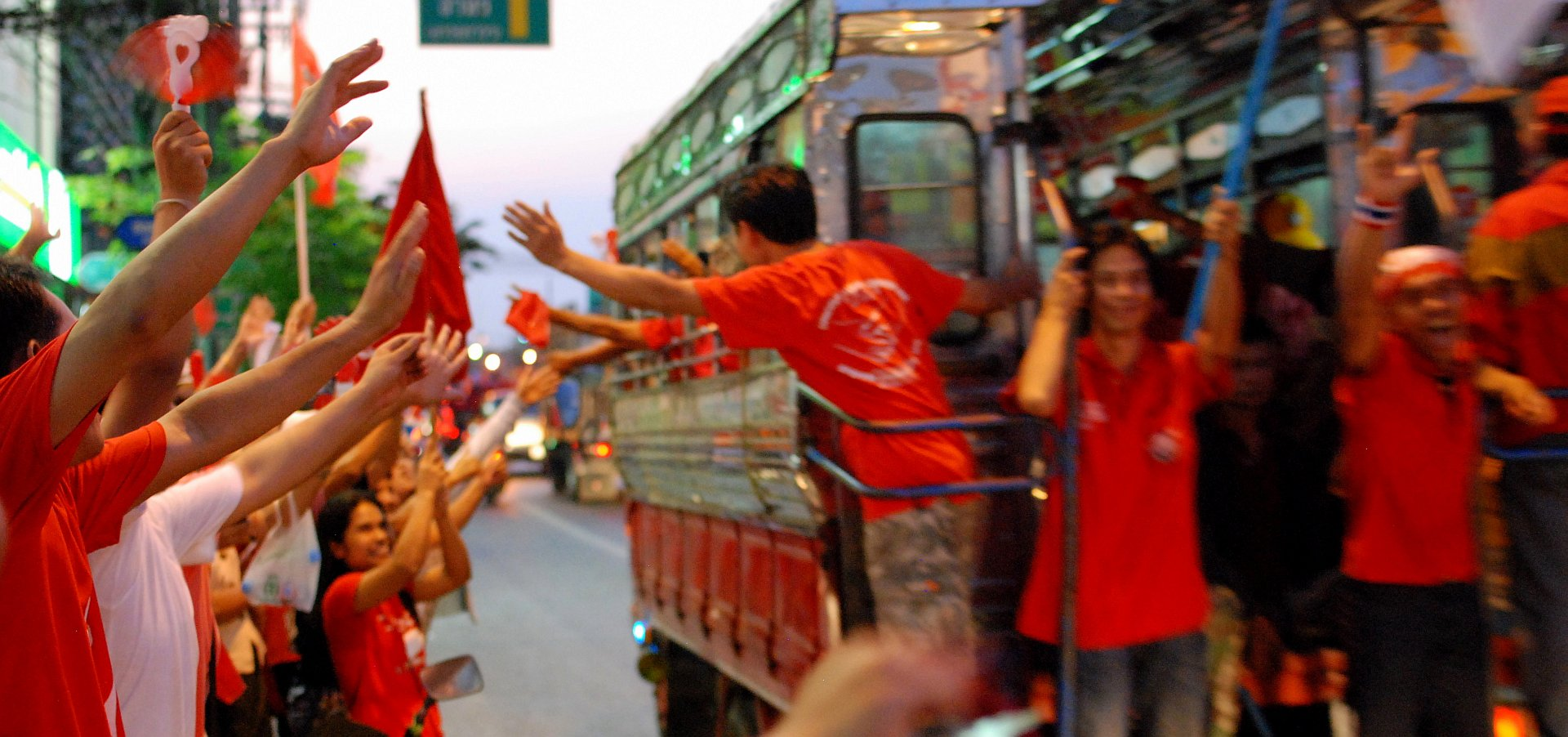
Anhänger der UDD in Bangkok am 20. März

Bangkok stellt traditionell das Macht- und Verwaltungszentrum Thailands dar. Es profitierte anfangs vor allem vom Handel mit China. Zwischen 1985 und 1996 boomte die Industrie in Thailand, unter anderem durch massiven Zufluss von Investitionskapital. In der Zeit verzwölffachte sich das Exportvolumen, und es entstand eine städtische Mittelschicht, während die Landwirtschaft an Bedeutung verlor. 2002 konzentrierten sich 40 Prozent der Wirtschaftsleistung Thailands in Bangkok, aber nur 9,5 Prozent der Bevölkerung. Gegenüber dem Rest des Landes lagen die Löhne etwa zehnmal höher. Gleichzeitig stieg die städtische Bevölkerung rasant an. Sie wuchs zwischen 1984 und 1996 um vier Millionen Menschen, die hauptsächlich aus den weit ärmeren Gebieten im Nordosten Thailands kamen.
Vollkommen anders verlief dagegen die Entwicklung im nordöstlichen Isan, das seine Einnahmen vor allem durch die Landwirtschaft erwirtschaftet. Bis in die 1970er Jahre bestimmte diese die Exporte des Landes, was sich in der Folge deutlich änderte. Einer Stagnation in der bäuerlichen Produktion stand ein jährliches 15-prozentiges Wachstum der Industrie gegenüber. Wegen der besseren Erwerbslage migrierten viele ursprünglich in der Agrarwirtschaft tätige Thailänder als Saisonarbeitskräfte nach Bangkok. Sie planten zumeist, wieder zu ihren Familien zurückzukehren, wenn sie genug Geld verdient hätten, weshalb sie die Stadt nicht als ihre Heimat betrachteten. 2008 registrierte die Weltbank 88 Prozent der in Armut lebenden Thailänder in den ländlichen Gebieten, etwa die Hälfte konzentrierte sich im Nordosten des Landes. Durch seinen Bevölkerungsreichtum entfallen bei Wahlen etwa ein Viertel der Parlamentssitze auf die Region.
Der Unterschied zwischen dem bevölkerungsreichen, aber politisch und wirtschaftlich unterrepräsentierten Isan und Nordthailand gegenüber dem städtisch und touristisch geprägten Zentralthailand und dem Süden erzeugte einen schwelenden Konflikt in der thailändischen Gesellschaft. Während der ländliche Raum durch die Masse der Einwohner den Wahlausgang maßgeblich bestimmte, befanden sich die Eliten in den Städten, was sich in Wirtschaft und Bildung manifestierte.
Diese Unterschiede zeigten sich erstmals deutlich beim Wahlsieg Thaksins, der, obwohl selbst Milliardär, seine Machtbasis hauptsächlich in den ärmeren nördlichen und ländlichen Gebieten hatte, die er mit einer spürbaren Verbesserung des Gesundheitssystems, mit der Vergabe von Kleinkrediten, mit dem Wirtschaftsförderungsprojekt One Tambon One Product (OTOP) und dem Ausbau der Infrastruktur unterstützte. Kritiker warfen ihm jedoch vor, dies aus machtpolitischem Kalkül getan zu haben. Das Militär stürzte ihn 2006 in einem gewaltfreien Putsch und klagte ihn wegen Korruption an, worauf er ins Ausland flüchtete.
Die People’s Alliance for Democracy hingegen wollte 70 Prozent der Abgeordneten durch das Königshaus ernennen lassen. Da sie über Bangkok hinaus wenig Unterstützung erfuhr, bezweifelten Beobachter die Fähigkeit der PAD, Wahlen zu gewinnen.

### Position des Königshauses

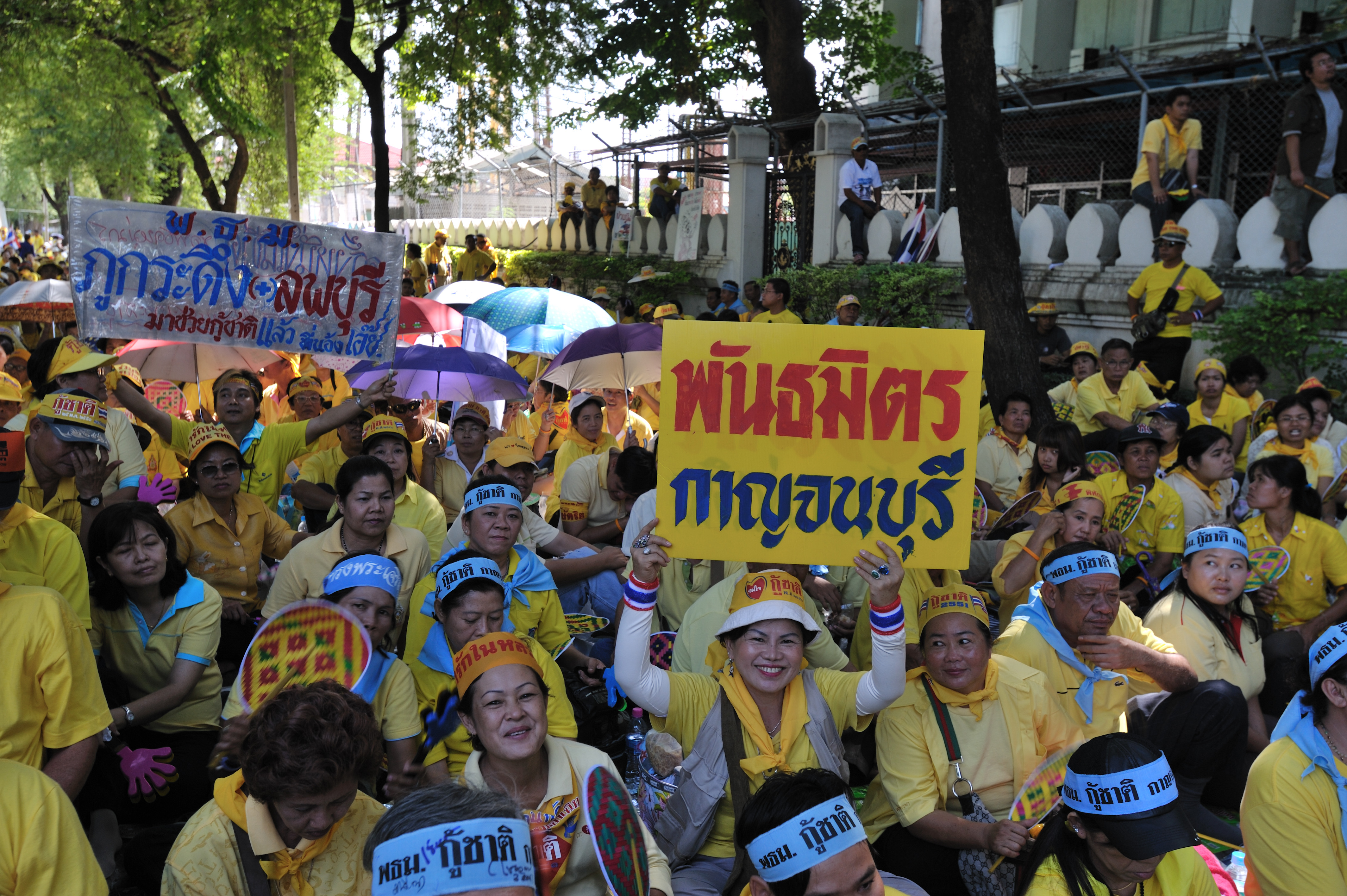
„Gelbe“ Protestbewegung 2008

Der damalige König Bhumibol Adulyadej, der keine konkrete Regierungsgewalt ausübte, galt in Thailand traditionell als Integrationsfigur. Die Bevölkerung schätzte und verehrte ihn in hohem Maß. Er nahm bei politischen Krisen in der Vergangenheit meist eine vermittelnde Haltung ein, verbrachte aber schon seit Ende 2009 den Großteil seiner Zeit wegen Atemnot im Krankenhaus.
Das Königshaus insgesamt sendete widersprüchliche Signale. Die Königin Sirikit besuchte bei den Protesten 2008 das Begräbnis eines von der Polizei erschossenen PAD-Mitglieds und stand deshalb im Verdacht, parteiisch zu sein. Andererseits gab das Königshaus bekannt, die Begräbniskosten des während der Besetzung von einem Heckenschützen erschossenen militärischen Beraters der Rothemden Khattiya Sawasdipol zu übernehmen.

## Rothemden

### Zusammensetzung

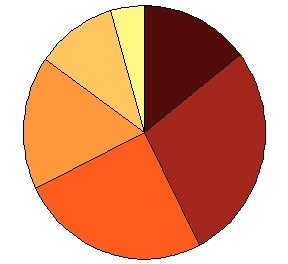
Das Alter der Demonstranten während der Unruhen (400 befragte Personen)

Für die University of California untersuchten Naruemon Thabchumpon und Duncan McCargo zwischen dem 15. März und dem 20. Mai die soziale Zusammensetzung der Demonstranten. Dafür führten sie 400 Interviews, darunter mit vielen Rothemdfunktionären auf Gemeindestufe, an den Zentren des Protests und befragten 57 Meinungsführer der UDD. Demnach arbeiteten die Demonstranten oft in der Landwirtschaft und besaßen durchschnittlich sechs Acre Land. Ein großer Teil der Rothemden setzte sich aus Arbeitsmigranten zusammen, die zwar die meiste Zeit in Bangkok lebten, aber in ihren Heimatdörfern wählten. Die Mehrheit der Befragten war zwischen 40 und 60 Jahre alt und konnte sich noch an die Zeit erinnern, als Elektrizität und Fernsehen in den Dörfern Einzug hielten. Etwa ein Drittel der Demonstranten besaß nur Grundschulbildung, ein Drittel lernte auf einer weiterführenden Schule und das restliche Drittel verfügte über Hochschulbildung. Über 40 Prozent verdienten mehr als 10.000 Baht im Monat, und etwa 30 Prozent mussten mit weniger als 5.000 Baht auskommen. Zum Vergleich: Im Jahr 2010 lag der gesetzlich festgelegte Mindestlohn pro Tag je nach Provinz zwischen 151 Baht in Phayao, Phichit, Phrae und Mae Hong Son und 206 Baht in Bangkok und Samut Prakan.
Die befragten Meinungsführer bezeichneten sich zumeist selbst als Landwirte, führten aber in der Regel ein Geschäft und besaßen verschiedene Einkommensquellen. Außerdem befanden sich überdurchschnittlich viele Radiomoderatoren und Regionalpolitiker unter ihnen. Mehr als ³/4 profitierten von  verschiedenen Subventionen aus der Zeit von Thaksin Shinawatra, und alle waren Nutznießer des Gesundheitsprogramms aus jener Ära. Außerdem gab ein großer Teil von ihnen an, Zuwendungen von im Ausland arbeitenden Verwandten zu bekommen.

### Führungsstruktur

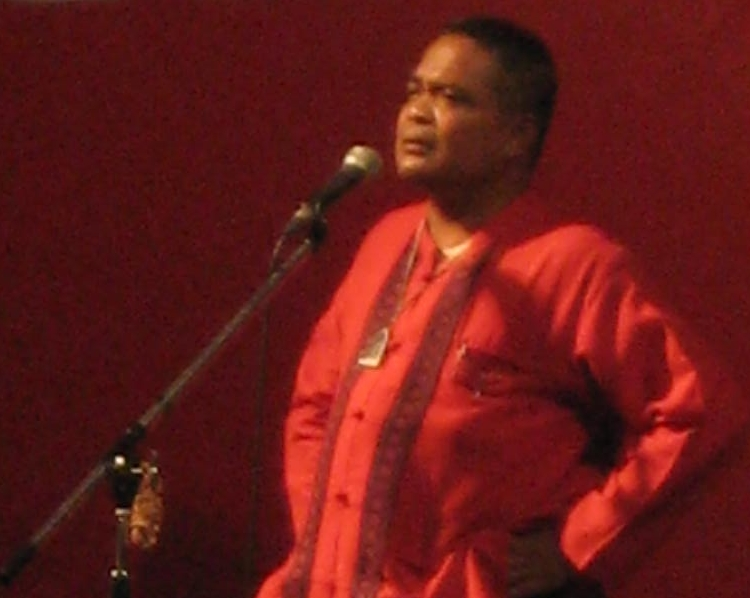
Jatuporn Prompan auf der Ratchaprasong-Kreuzung am 6. April

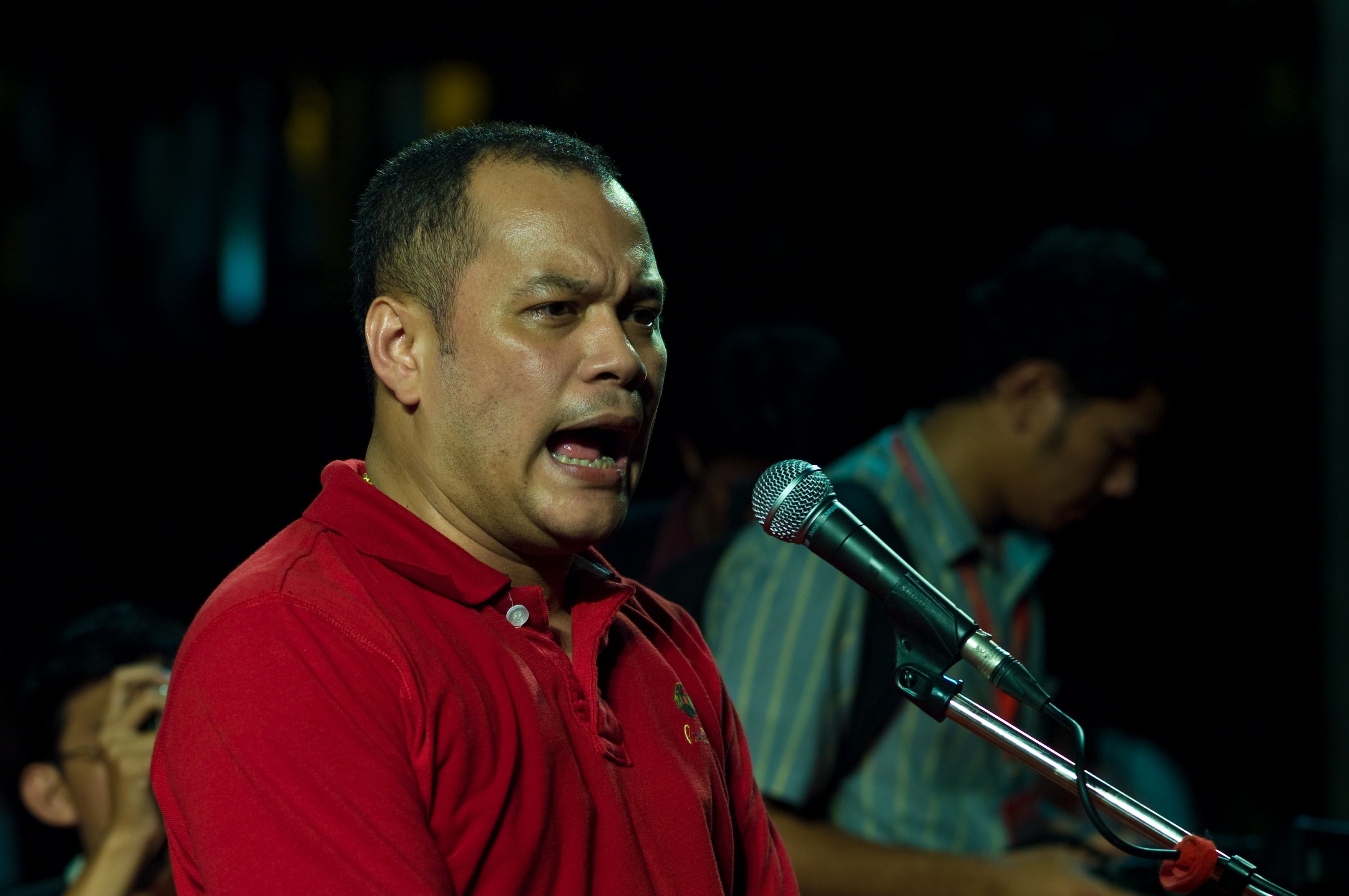
Nattawut Saikua am 13. März

Als bekannteste Mitglieder der Führungsstruktur der UDD galten der ehemalige Generalsekretär der Demokratischen Partei und stellvertretende Innenminister in den 1980ern, Veera Musikapong, das ehemalige Parlamentsmitglied Jatuporn Prompan und der frühere Regierungssprecher Nattawut Saikua.
Diese professionellen Politiker standen in Kontrast zu verschiedenen akademischen und sozialen Personen in der Bewegung. Dazu zählten der Universitätslektor und Menschenrechtsaktivist Jaran Dithapichai und der Mediziner und frühere Anführer der Demokratiebewegung 1992, Weng Tojirakarn. Wisa Khantap arbeitete als Sänger und Künstler und beteiligte sich an politischen Kampagnen, und Woraphon Phrommikabut leitete früher die Fakultät für Soziologie und Anthropologie der Universität Bangkok.
Als dritte Gruppe in der Führungsschicht präsentierten sich populistische Einpeitscher wie der frühere Popsänger und Aktivist des Mai 1992, Arisman Pongruangrong, der bekannte Radiomoderator Kwanchai Praiphana, das ehemalige Mitglied des Parlaments Suporn Atthawong (auch bekannt als Rambo Isan) und der Komiker Yoswaris Chuklom (auch bekannt als Jaeng Dokjik).
Als Vertreter einer harten Linie galten verschiedene Mitglieder der Familie von Thaksin Shinawatra, wie seine Schwester und spätere Premierministerin Yingluck Shinawatra, und eine Gruppe innerhalb der UDD namens Red Siam. Offiziell leitete der im selbstgewählten Exil lebende Jakkrapop Penkair diese Gruppe, und im Inland fungierte Surachai Danwattananusorn als ihr Aushängeschild. Außerdem trat eine militärische Fraktion rund um den früheren Generalmajor Khattiya Sawasdipol (auch bekannt als Seh Daeng) als Hardliner in Erscheinung.
Als Lehre aus den fehlgeschlagenen Protesten von 2009 entwickelte die Bewegung das Motto der drei Verbote.:
- ti fa; greif nicht den Himmel an (mit „Himmel“ sind die traditionellen Institutionen Thailands – wie die Monarchie – gemeint)
- da tho; engagiere dich nicht in verbalen Angriffen
- kokhwamrunraeng; agiere nicht mit Gewalt

In der Praxis ergaben sich daraus aber Probleme, da die UDD ein weites Feld von politischen Strömungen ihn ihren Reihen vereinigte. Unter den Anführern befanden sich sowohl ehemalige Kommunisten als auch Personen mit nationalistischen Einstellungen. Teilweise hatten sie sich in den 1970ern noch gegenseitig bekämpft. Die verschiedenen Strömungen innerhalb der Bewegung erschwerten eine politische Entscheidungsfindung erheblich. Dass sich Thaksin Shinawatra im Exil befand und nicht klar war, welche Gruppe jeweils seine Unterstützung hatte, verkomplizierte die Situation zusätzlich. Besonders wenn es um den Einsatz von Gewalt ging, trat dieser Umstand offen zutage.

### Organisation
Die Rothemdenbewegung organisierte sich hauptsächlich in einer losen Netzwerkstruktur. In ihr engagierten sich autonome lokale Gruppen, die eigene Repräsentanten zu den Protesten schickten. In den im Vorfeld der Proteste stattfindenden „Politischen Schulen“ entwickelten diese Organisationen eigene Aktionspläne und Strategien und stimmten sich untereinander ab. Die Schulen sorgten für die Schlüsselkontakte in der Rekrutierungsphase, verloren aber an Einfluss, als die Kämpfe zunahmen. Mehr als die Hälfte der Absolventen verließ die Protestzentren nach dem Gewaltausbruch beim ersten Räumungsversuch am 10. April.
Als Hauptkommunikationswege benutzten die Demonstranten Radiostationen, CD-Pressungen und gedruckte Flugblätter. Mit der Hilfe von Mobiltelefonen übertrugen sie schwer empfangbare Radiosignale zum Ort des Geschehens und verschickten Massentextnachrichten. Der Fernsehsender People’s Television (PTV) spielte ebenfalls eine große Rolle bei der Informationsverbreitung.

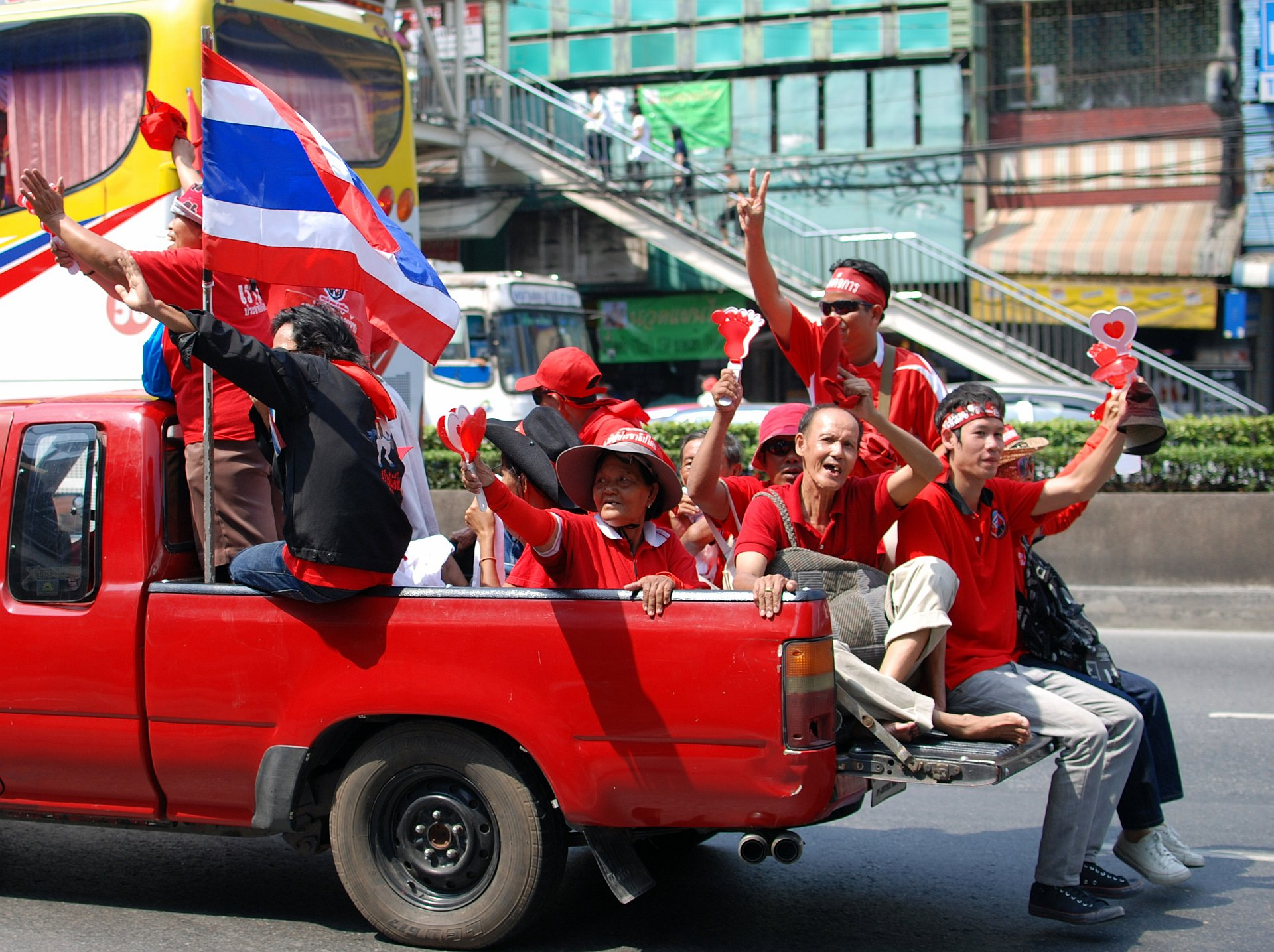
Pick-up mit Rothemden am 20. März 2010

Die zentralen Organisatoren stellten Essen, Bühnen, Rundfunkempfang und einige große Zelte bereit. Sie bezahlten außerdem ein paar tausend Baht Fahrkostenzuschuss pro Pick-up (typischerweise mit 10 Insassen), abhängig von der Entfernung, für die Reisekosten der ankommenden Rothemden. Diese blieben etwa eine Woche bei den Protesten, und anschließend ersetzte sie ein Pick-up mit anderen Mitgliedern derselben Gruppe. Dieses Modell war am beliebtesten, weil es den Demonstranten die Möglichkeit gab, ihren Arbeitsverpflichtungen weiterhin nachzukommen. Die Rothemden, die in Bangkok lebten, nahmen vor allem an den Abenden an den Kundgebungen teil. Manche bezahlten andere UDD-Mitglieder für die Teilnahme oder legten Geld zusammen, um gemeinsam einen Pick-up zu unterstützen. Außerdem gab es Gerüchte über einen Schuldenerlass für Kundgebungsmitglieder nach einer neuerlichen Machtübernahme durch Thaksin Shinawatra. Niemand der Befragten musste Essens- oder Treibstoffausgaben für seine Teilnahme an den Protesten selbst bezahlen. Viele der Besucher aus den Provinzen nutzten den Aufenthalt in Bangkok nebenbei für Sightseeing und besuchten den Wat Phra Kaeo im Großen Palast und den Bangkok Skytrain. Übernachtungsmöglichkeiten boten vor allem Verwandte und freiwillige Gastfamilien. Sehr wenige Demonstranten blieben die ganze Zeit über vor Ort und schliefen auch dort.

### Motivation und Ziele
Die große Mehrheit der Demonstranten wollte durch ihren Protest die Rückkehr von Thaksin Shinawatra an die Macht durch demokratische Vorgangsweisen erreichen. Ihrer Meinung nach bevorzugte das Justizsystem Thailands einseitig die Unterstützer der PAD und die Demokratische Partei. Einige gaben regionale Vorurteile gegen die Bewohner des Nordostens Thailands als Begründung an. Nahezu alle Befragten bezeichneten sich als starke Befürworter von mehr demokratischen Wahlen auf allen Ebenen und definierten sich als Gegner des Staatsstreichs von 2006 und der verschiedenen politischen Interventionen durch die Gerichte. Die Regierung von Abhisit Vejjajiva agierte ihrer Meinung nach abgehoben und hatte keinen Kontakt mehr zum Volk.
Zu ihrer politischen Meinung zu ausländischen Migranten befragt, bezeichneten die Demonstranten sie oft als Gefahr und benutzten dabei konservative nationalistische antiburmesische Rhetorik. Die Szene der Nichtregierungsorganisationen in Thailand brachten die Befragten meist mit „romantischen Illusionen“ in Verbindung.

### Schwarzhemden
Unter den Demonstranten befand sich eine Gruppe von Personen, die unabhängig von der Farbe ihrer Kleidung „Schwarzhemden“ oder auch „Men in Black“ genannt wurden. Bei ihnen handelte es sich um militärisch geschulte und schwerbewaffnete Männer, die bei verschiedenen Gelegenheiten Sicherheitskräfte und auch Zivilisten angriffen. Es existieren zahlreiche Aufnahmen, auf denen sie beim Einsatz von AK-47- und M16-Sturmgewehren abgebildet sind. Außerdem verfügten sie über M79-Granatwerfer. Die Schwarzhemden mischten sich unter die Demonstranten und nutzten sie als Deckung. Von ihnen durchgeführte überfallsartige Angriffe in Kleingruppen legen eine Ausbildung in militärischen Taktiken nahe. Von wo die „Men in Black“ ihre Befehle bekamen, ist nicht bekannt.

## Chronik der Ereignisse

### Friedliche Proteste und erste Besetzungen

Karte des besetzten Gebiets

Am 12. März 2010 strömten protestierende Rothemden in der Hauptstadt Bangkok zusammen, um auf die Regierung Abhisit Druck auszuüben. Zwei Tage danach besetzten circa 150.000 Protestierende die Phan-Fah-Brücke in der Altstadt. Am 17. März verschütteten Demonstranten vorher in Behälter abgefülltes Eigenblut vor Premierminister Abhisit Vejjajivas Amtssitz, um symbolisch ein Opfer für die Demokratie zu bringen.
Am 29. März scheiterten zweitägige Verhandlungen zwischen der Regierung und den Protestierenden, und es wurde eine Weiterführung der Kundgebungen angekündigt. Am 3. April besetzten Rothemden die im Zentrum Bangkoks gelegene Ratchaprasong-Kreuzung („Ratprasong“). Diese liegt im Stadtteil Pathum Wan in der unmittelbaren Umgebung verschiedener Einkaufszentren und Hotels und sollte bis zum Sturm der Sicherheitskräfte das Zentrum der Bewegung bleiben.
Nachdem Demonstranten am 7. April in das Repräsentantenhaus eingedrungen und Kabinetts- und Parlamentsmitglieder zur Flucht gezwungen hatten, gründete die Regierung das Centre for the Resolution of the Emergency Situation (CRES) mit einem umfangreichen Mandat zur Wiederherstellung der Ordnung im Land. Es setzte sich aus zahlreichen ranghohen Politikern, Staatsbeamten und Militärs zusammen und stand unter der Leitung von Innenminister und Vizepremierminister Suthep Thaugsuban.

### Ausnahmezustand

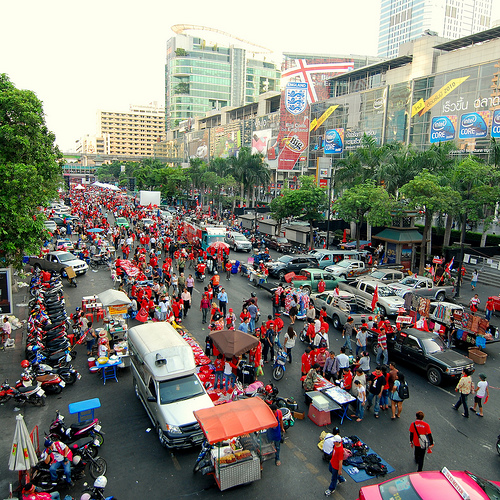
Rothemden am 8. April in der Nähe der Ratchaprasong-Kreuzung

Die Regierung rief am Abend des 8. April den Ausnahmezustand aus. Dieser ermächtigte das CRES, Verdächtige bis zu 30 Tage festzuhalten und zu befragen. Die Mitarbeiter des CRES waren bei diesen Handlungen größtenteils immun gegen Strafverfolgung. Die Anzahl der so festgehaltenen Personen wurde nicht bekannt gegeben.
Außerdem schloss das CRES in der Zeit der Unruhen etwa 1.000 Websites, eine Fernsehstation, mehrere Onlinefernsehsender und mehr als 40 Radiostationen, die die Regierung mit der UDD in Verbindung gebracht hatte.
Tags darauf, am 9. April, stürmten Protestierende die bedeutendste Satellitenstation des Landes, um dem blockierten Fernsehsender der Rothemden, People’s Television (PTV), den Betrieb wieder zu ermöglichen.
Als Regierungstruppen am Nachmittag und Abend des 10. April dabei scheiterten, die Demonstranten an der Phan-Fah-Brücke zurückzudrängen, lieferten sie sich erste gewaltsame Kämpfe mit den Demonstranten. Militär und Polizei stürmten das besetzte Hauptgeschäftsviertel. Sie stießen auf Widerstand von Schwarzhemden, die mit Sturmgewehren und Granatwerfern bewaffnet waren. Außerdem griffen Aktivisten sie mit Pistolen, Schleudern und selbstgebauten Spreng- und Brandsätzen an. Unbekannte töteten den Befehlshaber der Truppen, Oberst Romklao Thuwatham, mithilfe eines Granatwerfers und verletzten mehrere der bei ihm stehenden Offiziere. Romklao Thuwatham war schon im Vorfeld bekannt, weil er im April 2009 die militärische Auflösung der Proteste der UDD in Bangkok an der Dindaeng-Kreuzung leitete, den Einsatz in der Folge vor dem Parlament verteidigte und dabei die Rothemden der Gewalt bezichtigte. Die Militäreinheiten zogen sich in Panik zurück und setzten scharfe Munition ein. Nach Angaben der Regierung starben 26 Menschen, und es wurden mindestens 850 verletzt. Unter diesen befanden sich fünf tote und 350 verwundete Soldaten.
Die Polizei versuchte am 16. April, vier Anführer der Rothemden festzunehmen, die sich in einem Hotel aufhielten. Unter ihnen befanden sich der Sprecher Nattawut Saikua und der als Hardliner geltende frühere Sänger Arisman Pongruangrong. Die Menge der anwesenden Demonstranten hielt sie davon ab, das Gebäude zu stürmen, wodurch die Gesuchten durch die Fenster und über die Fassade entkommen konnten. Dabei nahmen die Rothemden, eigenen Angaben zufolge als Schutzmaßnahme, vier Angehörige der operierenden Polizeispezialeinheit als Geiseln. Am Abend gab Premierminister Abhisit Vejjajiva die Neustrukturierung des CRES bekannt und bezog sich dabei ausdrücklich auf den fehlgeschlagenen Festnahmeversuch. Der Oberbefehlshaber der Armee, Anupong Paochinda, ersetzte den bisherigen Direktor Suthep Thaugsuban. Außerdem sollte sich das Zentrum besser auf terroristische Gefahren einstellen.
Die Angestellten des King Chulalongkorn Memorial Hospital beklagten, dass bewaffnete Rothemden zwischen dem 23. und dem 29. April täglich das Krankenhaus durchsuchten und das Personal beschuldigten, mit der Regierung zusammenzuarbeiten. Durch die Störungen mussten Patienten verlegt und die meisten Leistungen eingestellt werden.

### Verhandlungen und Eskalation
Abhisit bot den Demonstranten am 3. Mai im Rahmen eines Fünf-Punkte-Plans Neuwahlen an, die am 14. November desselben Jahres stattfinden sollten. Als Bedingung forderte er die sofortige Beendigung der Besetzung. Außerdem enthielt der Fünf-Punkte-Plan die Anerkennung der Monarchie in Thailand, die Untersuchung der Zusammenstöße im April 2010 und Vereinbarungen über eine Verfassungsreform. Die Rothemden lehnten den Vorschlag tags darauf unter Berufung auf das späte Datum des Wahltermins ab. Inzwischen gingen die Auseinandersetzungen weiter, und neuerliche Zusammenstöße zwischen Polizei und Demonstranten am 7. Mai endeten mit mehreren Toten und Verletzten auf beiden Seiten. Zwei Tage später, am Sonntagabend, dem 9. Mai, explodierte vor dem Wohnhaus des damaligen Vorsitzenden der Wahlkommission Thailands, Apichart Sukkhakanont, eine aus Feuerwerkskörpern gebaute Bombe. Ein am gleichen Tag durchgeführter Angriff auf eine Bankfiliale in Bangkok scheiterte, weil sich die dafür benutzte Granate als Blindgänger erwies. Menschen kamen bei den beiden Vorfällen nicht zu Schaden.

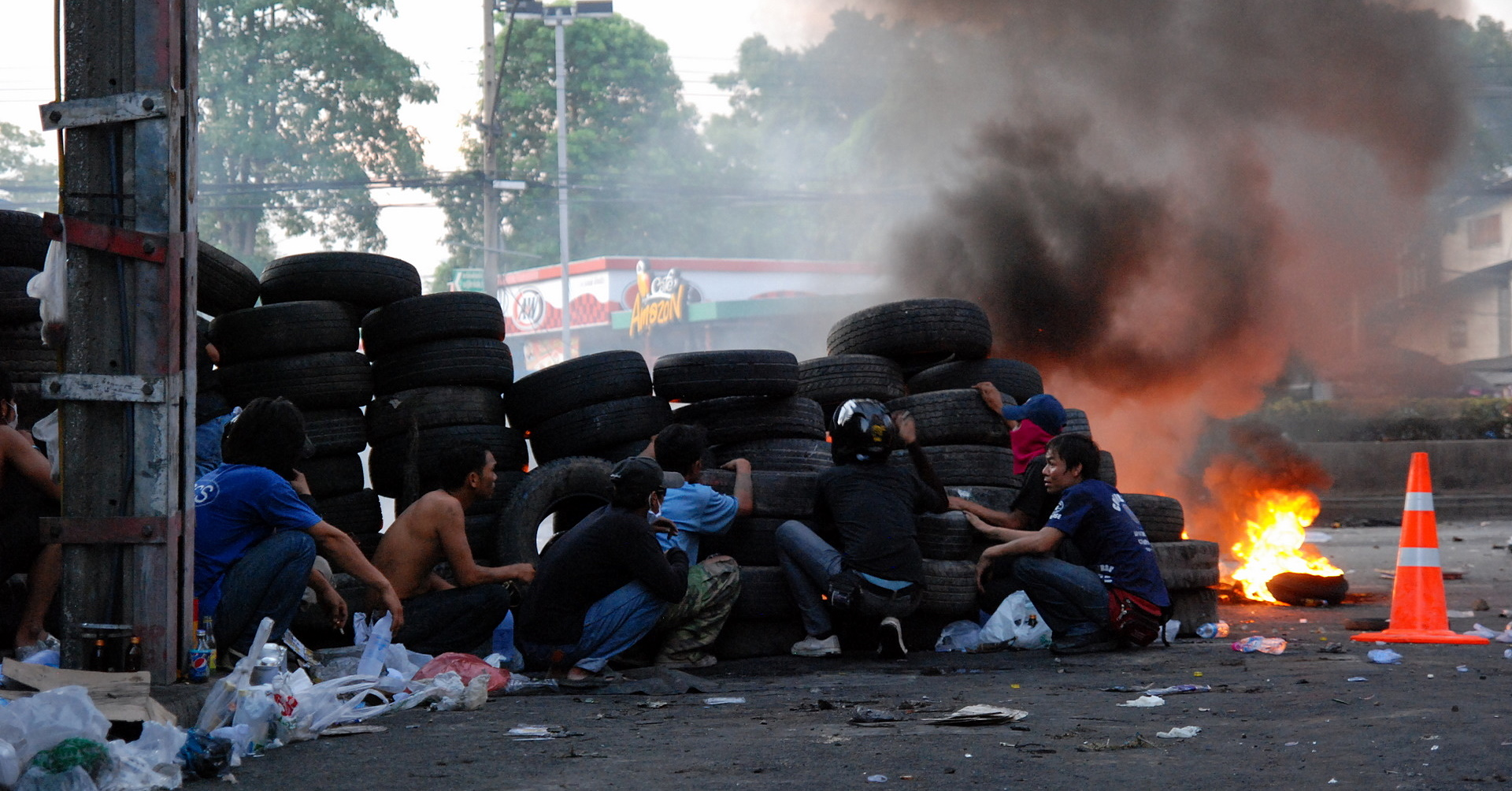
Rothemden verschanzen sich hinter Barrikaden aus Autoreifen (15. Mai).

Die Rothemden verlangten am 10. Mai die strafrechtliche Verfolgung von Vizepremier Suthep Thaugsuban als Bedingung für eine Verhandlungslösung. Sie warfen ihm vor, am 10. April den gewaltsamen Einsatz von Soldaten und Polizei, der zu zahlreichen Opfern geführt hat, angeordnet zu haben. Er stellte sich freiwillig einem offiziellen Verhör, betonte aber, dass er nicht zur Verantwortung gezogen werden könne, da zu dem Zeitpunkt der Ausnahmezustand galt. Tags darauf zeigten sich die Rothemden grundsätzlich mit dem Friedensplan der Regierung einverstanden, erhoben aber zahlreiche neue Forderungen, die die Regierung zur Rücknahme des Angebots bewogen. Premierminister Abhisit stellte ein Ultimatum und kündigte an, die Proteste um Mitternacht gewaltsam aufzulösen.
Das CRES veränderte am 13. Mai die Einsatzregeln seiner Truppen. Die neuen Richtlinien erlaubten den Einsatz von scharfer Munition für Warnschüsse, zur Selbstverteidigung und zur Tötung nicht näher definierter „Terroristen“. Nach Ansicht von Human Rights Watch schuf die Regierung damit No-go-Areas zwischen dem Militär und den Demonstranten. Scharfschützen durften auf jeden schießen, der sich dort aufhielt.
Am selben Tag traf ein Heckenschütze während eines Interviews mit ausländischen Pressevertretern Khattiya Sawasdipol, einen militärischen Anführer der Aufständischen. Dieser verstarb vier Tage später an seinen schweren Kopfverletzungen. In der Folge eskalierte die Situation weiter, und rund um die Uhr hörte man Schüsse und Explosionen von Granaten in der Stadt.

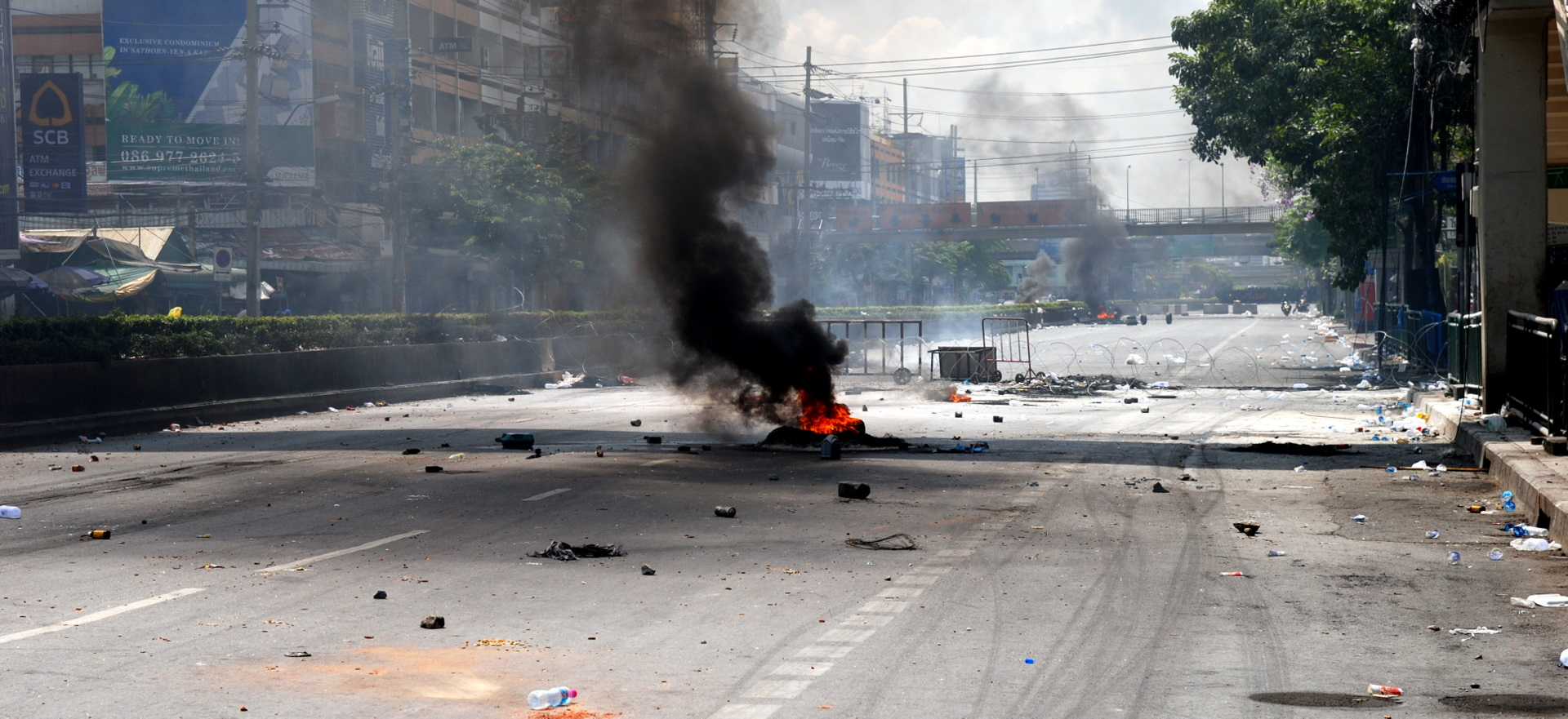
Die Straße Rama IV ist am 15. Mai „Niemandsland“ zwischen den Demonstranten und dem Militär.

Ab dem 15. Mai versuchte das Militär, die Wasser- und Nahrungsversorgung des besetzten Viertels zu blockieren, was aber nur teilweise gelang. Außerdem sperrte das CRES 106 Bankverbindungen von führenden Mitgliedern der UDD, früheren Funktionären der Thai Rak Thai, Khattiya Sawasdipol und der Familie von Thaksin Shinawatra. Bei Zusammenstößen und bürgerkriegsartigen Szenen feuerten Scharfschützen gezielt auf Demonstranten, die die Regierung nur mehr als Terroristen bezeichnete. Diese zündeten ihrerseits Barrikaden aus Autoreifen an und erwiderten das Feuer aus scharfen und teilweise improvisierten Waffen.
Am Sonntag, den 16. Mai, verhängte die Polizei eine Ausgangssperre für einzelne Teile von Bangkok. Die direkt neben dem besetzten Gebiet gelegene deutsche Botschaft musste tags darauf den schon eingeschränkten Betrieb vollkommen einstellen. Die Regierung setzte den Rothemden ein weiteres Ultimatum bis zum Nachmittag, nachdem diese am Vortag ein Angebot für beiderseitigen Abzug abgelehnt hatten.

### Sturm durch die Sicherheitskräfte

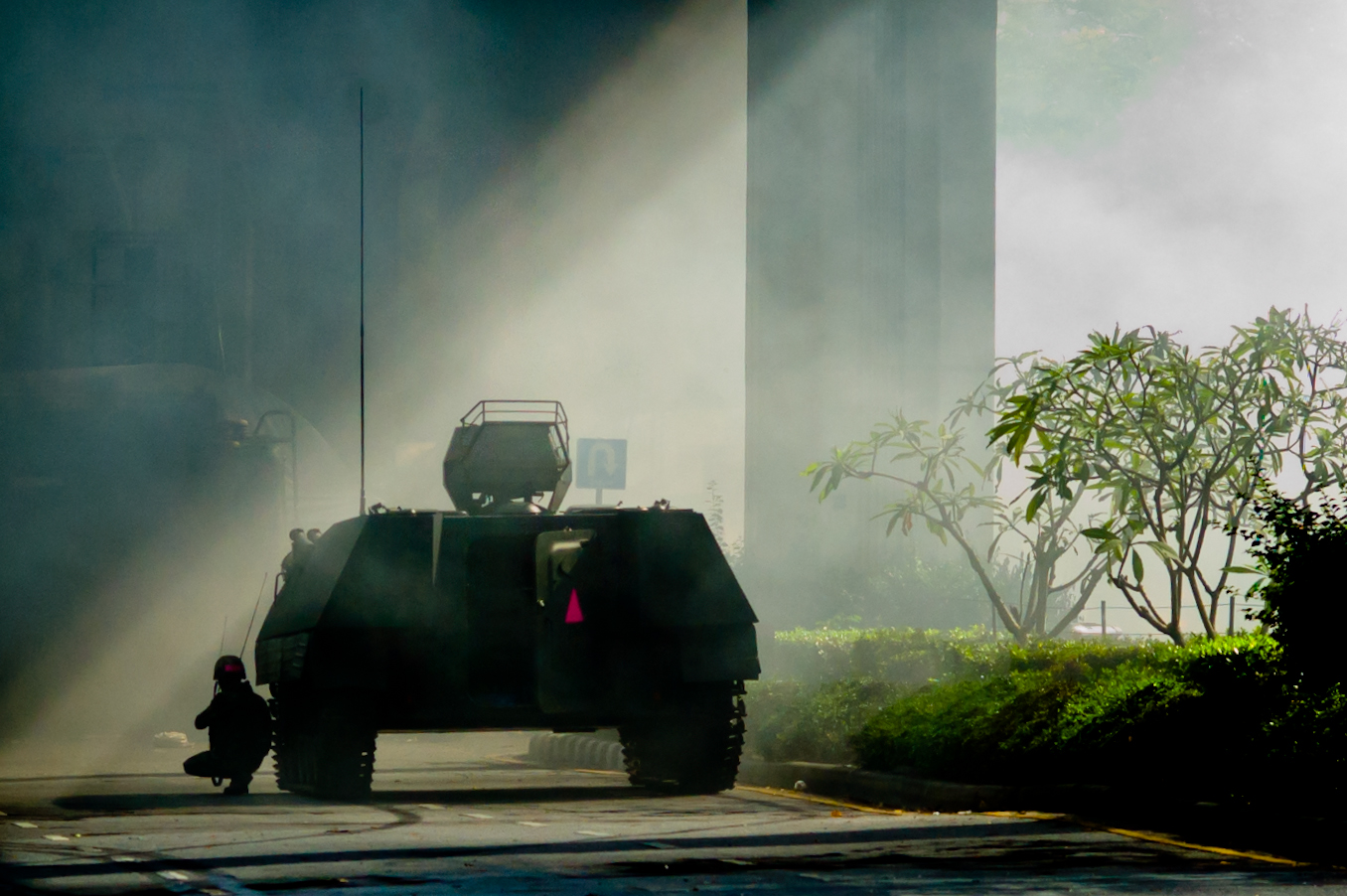
Type-85-Fahrzeug beim Sturm auf die Barrikaden der Rothemden am 19. Mai. Daneben ein Soldat mit einer mobilen Funkeinheit.

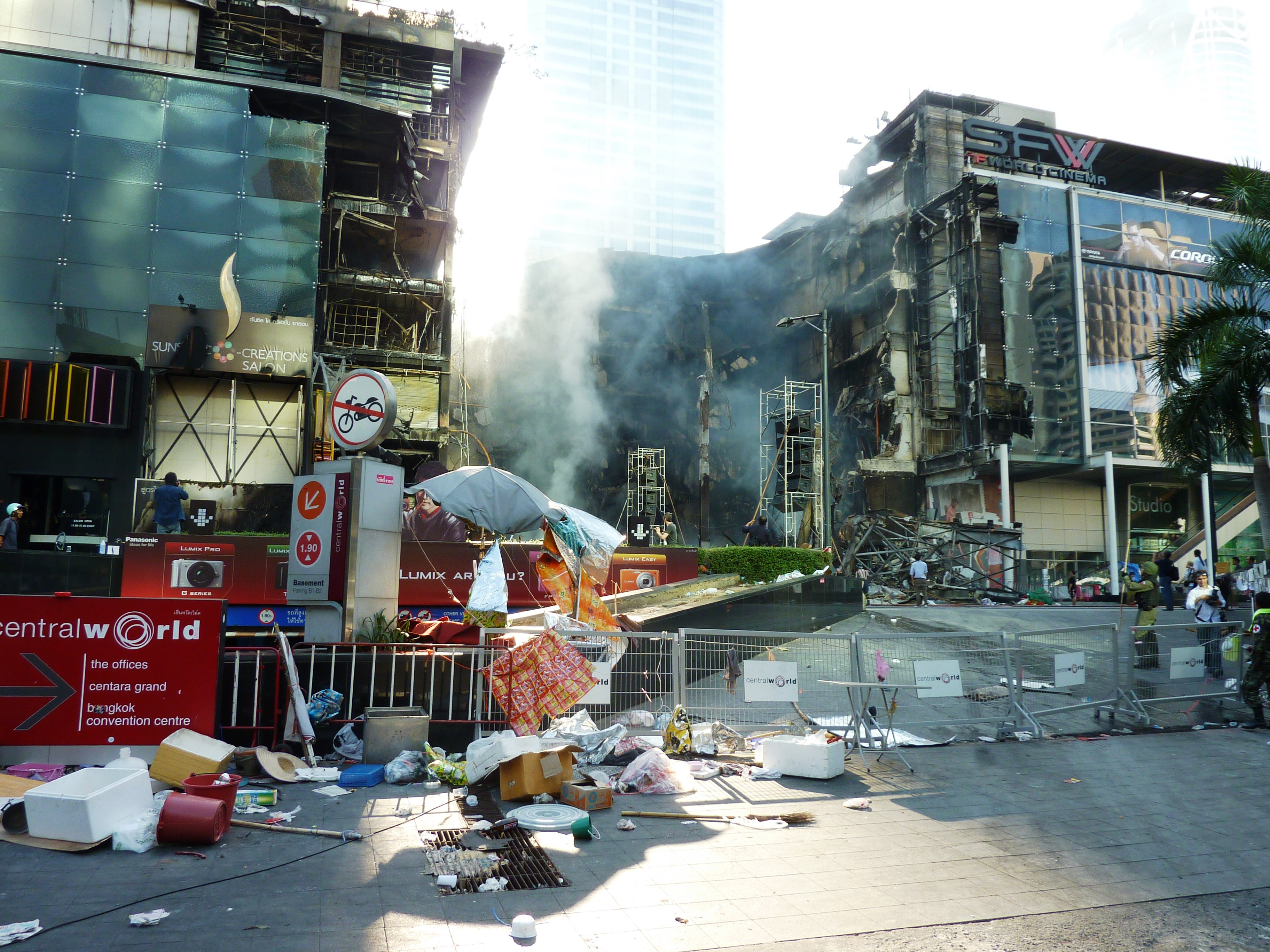
Das ausgebrannte Einkaufszentrum Central World am 20. Mai 2010

Am 19. Mai um fünf Uhr morgens stürmte das Militär mithilfe gepanzerter Fahrzeuge das Viertel, worauf mehrere Führer der Rothemden ihre vorläufige Kapitulation erklärten. Jatuporn Prompan, Weng Tojirakarn und Nattawut Saikua forderten ihre Anhänger zur Beendigung der Proteste auf, um weitere Verluste zu vermeiden. Dagegen drängten einige UDD-Anführer ihre Anhänger im Falle einer Erstürmung des Gebiets zu einer koordinierten Brandstiftungs- und Plünderungskampagne. In der Folge brachen im Einkaufszentrum Central World (ZEN department store), dem zweitgrößten Kaufhauskomplex Südasiens, in dem Gebäude des Fernsehsenders Channel 3, in der Börse und in verschiedenen Bankfilialen Feuer aus. Insgesamt gab es 36 Brandherde in der Stadt. Ein Teil von Central World brannte aus, und Teile dieses Bereiches stürzten im weiteren Verlauf ein. Die Feuerwehr fand in den Trümmern zehn Leichen. Heckenschützen feuerten vom Bangkok Skytrain, einer S-Bahn auf Stelzen, auf Demonstranten.
Neben Bangkok fanden auch in den Provinzen Khon Kaen, Ubon Ratchathani, Udon Thani und Mukdahan Kämpfe statt.
Tausende UDD-Anhänger flüchteten in den Tempel Wat Pathum Wanaram, da dieser durch eine Vereinbarung mit der Regierung als Schutzzone galt. Laut bei einer Untersuchung erbrachten forensischen Beweisen und Augenzeugenberichten durch Human Rights Watch eröffneten Scharfschützen das Feuer auf die Flüchtlinge im Tempel, töteten sechs Personen und verletzten viele weitere.
Am Donnerstag, den 20. Mai, beruhigte sich die Situation weitgehend. Die nächtliche Ausgangssperre blieb aber in Kraft. Am darauffolgenden Sonntag versammelten sich zahlreiche Bangkoker, um die Stadtverwaltung unter dem Motto „Together We Can“ (deutsch: „Zusammen schaffen wir es“) beim Aufräumen des Lumphini-Parks und der Thanon Silom zu unterstützen. Weitere Aufräumaktionen fanden überall dort statt, wo sich vorher die Blockaden der UDD befunden hatten.

## Nach den Unruhen

### Direkte Folgen

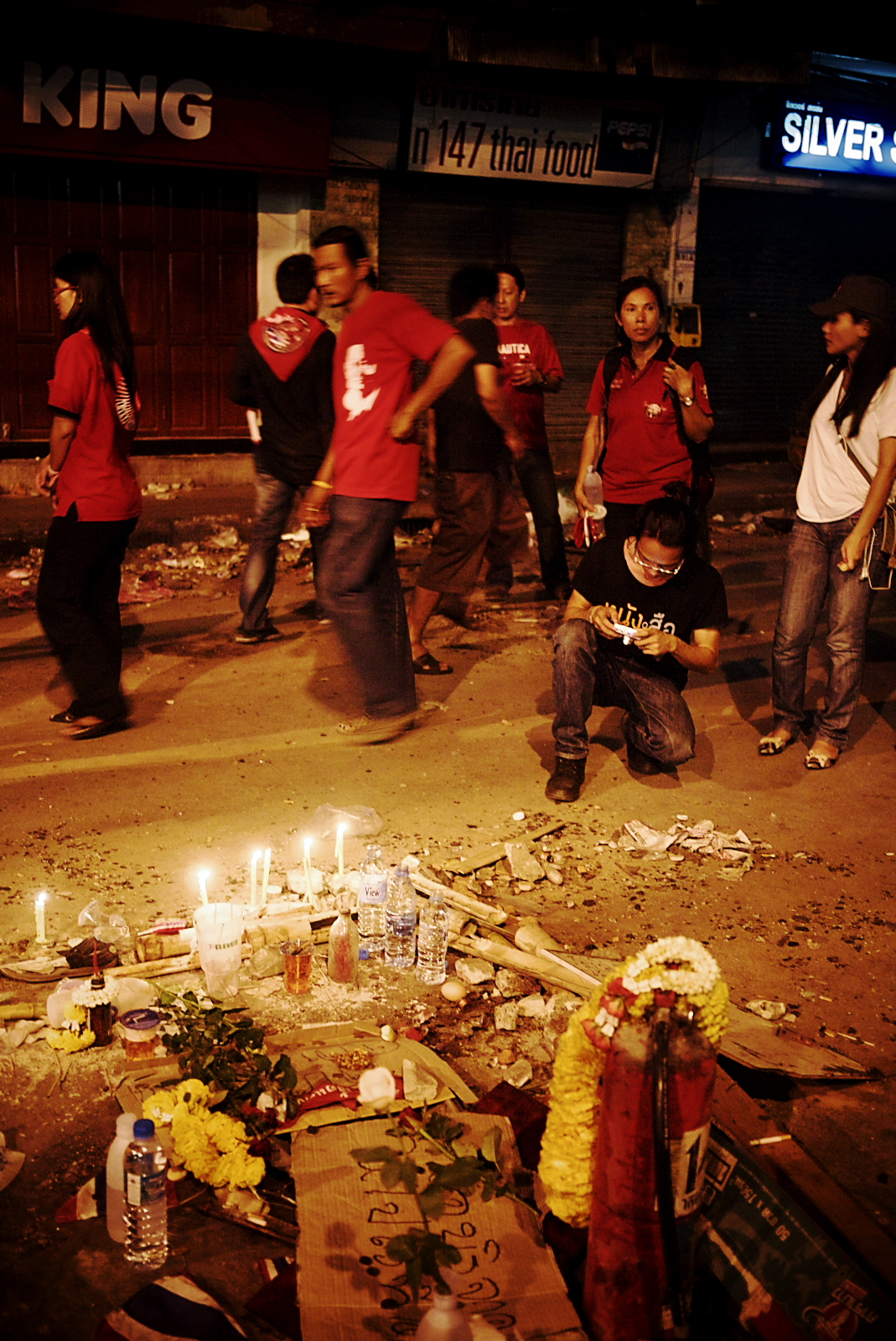
Ein Schrein für einen am Vortag erschossenen Demonstranten (11. April)

Während die Mehrheit der Demonstranten mit Bussen in ihre Heimat zurückgefahren und über eine mögliche Anklage im Ungewissen gelassen wurde, kündigte die Regierung an, die Anführer der UDD und Thaksin Shinawatra wegen Terrorismus anzuzeigen. Am 27. Mai, eine Woche nach dem Sturm, befanden sich ungefähr 300 Demonstranten, darunter sieben Protestanführer, in Haft. Regierungschef Abhisit versprach eine lückenlose Aufklärung der Geschehnisse inklusive der Rolle der Sicherheitsdienste. Auch ein Brite und ein Australier wurden wegen der Teilnahme an den Protesten angeklagt, der eine wegen Aufrufs zur Brandstiftung, der andere wegen Aufrufs zur Gewalt auf der Hauptbühne. Die Regierung beantragte die Aufhebung der Immunität von zwei Abgeordneten, um sie wegen Terrorismus anklagen zu können. Außerdem suspendierte sie vier Polizeichefs in nördlichen Provinzen, weil sie Aufstände von UDD-Sympathisanten in ihrem Gebiet nicht verhindert hatten. Ein Bangkoker Gericht gab am 25. Mai einen Haftbefehl gegen Thaksin heraus und folgte damit einem Antrag der Regierung, die erklärte, den Haftbefehl durch Interpol vollstrecken lassen zu wollen. Thaksin widersprach den Anschuldigungen umgehend.
Die Regierung beschuldigte militante Aktivisten, Sicherheitskräfte und Zivilisten angegriffen zu haben, und präsentierte zahlreiche Waffen, die nach dem Sturm auf das besetzte Gebiet gefunden worden waren. Unter anderem zeigten die Behörden ein Fahrzeug voller Granaten, das angeblich vor dem Parkhaus des Maneeya-Centers entdeckt worden war. Internationale Pressevertreter gaben allerdings an, dass das Fahrzeug erst am 21. Mai dort aufgetaucht sei, also zwei Tage nach dem Sturm auf die Ratschaprasong-Kreuzung.
Die Regierung zeigte im Rahmen der internationalen Pressekonferenz auch Videomitschnitte der Rothemdenanführer, in denen auch Thaksin Shinawatra erschien. Sie behauptete, die Aufständischen hätten bereits im Vorfeld bewaffnete Truppen (die sogenannten „Schwarzhemden“) aufgestellt.

### Ausnahmezustand
Wegen der Gefahr gewalttätiger Ausschreitungen verlängerte die Regierung am 6. Juni den Ausnahmezustand in 19 Provinzen, darunter auch in Bangkok, bis Dezember 2010.
Am 25. Juli explodierte in dem im April besetzten Gebiet eine Bombe, die einen Mann tötete und mehrere Menschen verletzte. Fünf Tage später, am 30. Juli, wurde ein Mann bei einer Bombenexplosion schwer verletzt. Der Sprengsatz befand sich in einer Allee in der Nähe des Siegesdenkmals, in der mehrere Gebäude der Regierung stehen. Die Regierungsvertreter betonten, dass der Ausnahmezustand wegen befürchteter Aktivitäten der Rothemden nicht aufgehoben werden könne. Am 27. August verletzte sich eine Person bei einer Explosion vor einem Hotel und einem Einkaufszentrum im Zentrum von Bangkok.
Nach acht Monaten beendete die Regierung am 22. Dezember 2010 den Ausnahmezustand in Bangkok.
Am 22. April 2011 traf eine M79-Granate eine Gruppe von Pro-Regierungsdemonstranten, tötete eine Person und verletzte 85.

### Folgedemonstrationen
Am 19. September fand in Bangkok die erste Demonstration der Rothemden nach der gewaltsamen Räumung statt. An der Ratchaprasong-Kreuzung versammelten sich nach Behördenangaben 6.000 und nach Angaben der Organisatoren 10.000 Demonstranten, ließen rote Ballone steigen und gedachten des Putsches gegen Ministerpräsident Thaksin Shinawatra im Jahr 2006. Die Kundgebung wurde von hunderten Polizisten beobachtet und verlief friedlich.
Am 12. März 2011, am Jahrestag des Beginns der Demonstrationen, beteiligten sich zehntausende Thailänder an einer Kundgebung zur Erinnerung an die Geschehnisse. Abermals zeigten die Sicherheitskräfte starke Präsenz. Ein Jahr nach den ersten gewalttätigen Zusammenstößen zwischen Polizei und Rothemden, am 10. April, gedachten etwa 20.000 Menschen mit einer religiösen Zeremonie und einer Schweigeminute der Opfer der Unruhen. Thaksin Shinawatra hielt per Videoschaltung eine Ansprache auf den beiden Kundgebungen. Auch am ersten Jahrestag des Sturms der Sicherheitskräfte auf das besetzte Gebiet, dem 19. Mai 2011, demonstrierten etwa 20.000 Rothemden in Bangkok und hielten eine Totenmesse für die Getöteten. Alle Veranstaltungen verliefen weitgehend friedlich. Trotzdem gab es in der Folge Vorladungen und Anklagen wegen Majestätsbeleidigung gegen mehrere Redner.

### Strafrechtliche Untersuchungen
Das Department of Special Investigation (DSI) führte die strafrechtlichen Untersuchungen. Es leitete am 29. Juli die Anklagen gegen Ex-Regierungschef Thaksin Shinawatra und 24 andere Oppositionsführer wegen Verstößen gegen die Anti-Terror-Gesetze an die Staatsanwaltschaft weiter. Diese klagte am 12. August 17 Mitglieder der Oppositionsbewegung an, denen im Fall einer Verurteilung die Todesstrafe drohte. Im März 2011 entließ das zuständige Gericht Nattawut Saikua gegen die Zahlung einer Kaution aus der Haft.

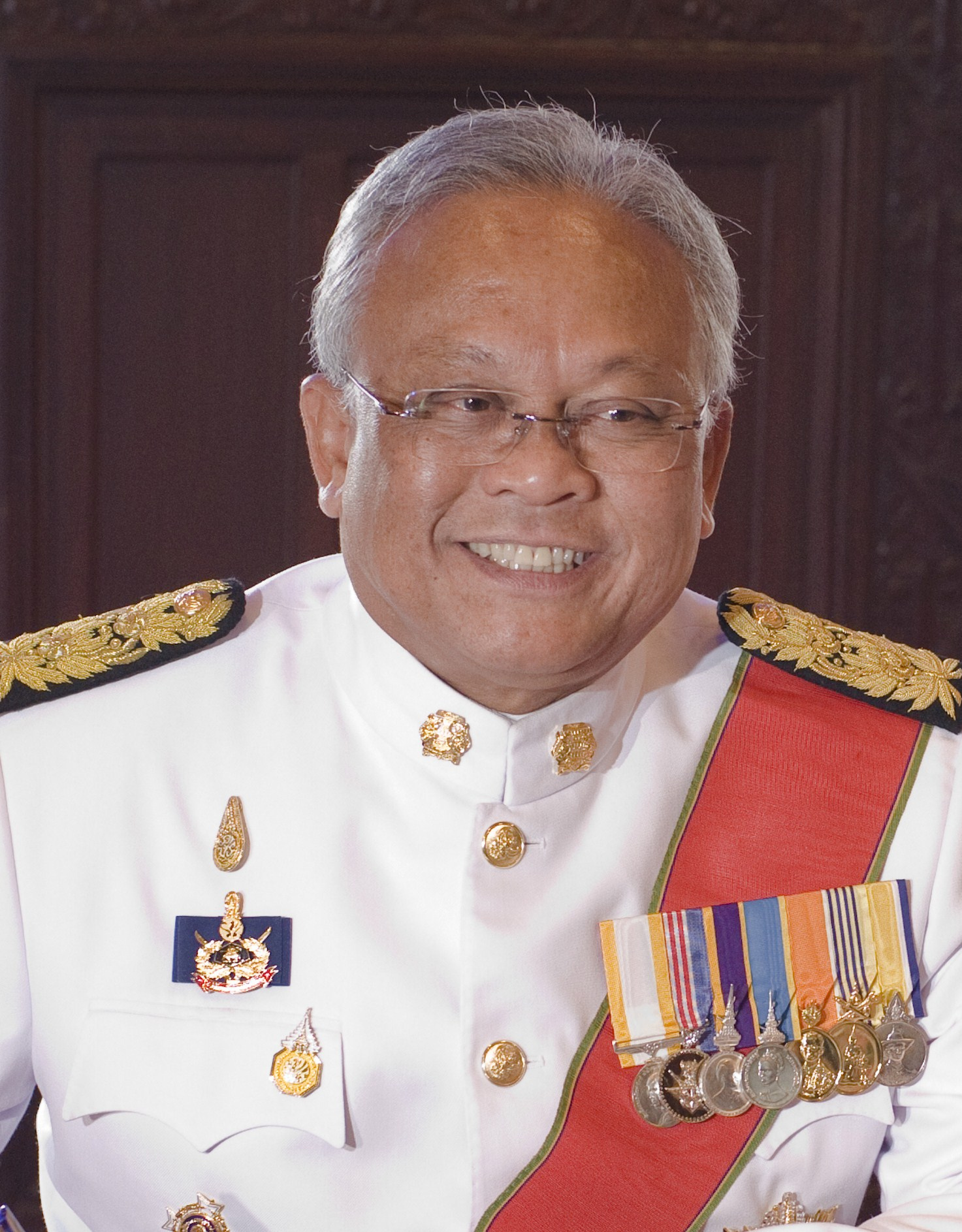
Suthep Thaugsuban (2010)

Nach den Unruhen beschuldigte unter anderen Innenminister Suthep Thaugsuban den Aktivisten Jatuporn Prompan der Verschwörung zum Mord an Khattiya Sawasdipol. Aufgrund dieser Anschuldigungen inhaftierten ihn die Sicherheitskräfte wegen Terrorverdachts. Jatuporn kam am 2. August 2011 auf Kaution frei. Zwei Wochen zuvor gewann die den Rothemden nahestehende Pheu-Thai-Partei (PTP) die Parlamentswahl in Thailand 2011.
Im November 2010 gab das DSI bekannt, dass 12 von 18 bislang untersuchten Todesfällen auf das Konto militanter Rothemden oder deren Sympathisanten gingen. Bei den restlichen sechs Toten sind die Täter unbekannt. Die Nachrichtenagentur Reuters veröffentlichte im Dezember interne Papiere der DSI, nach denen Unbekannte am 19. Mai, dem Tag der Räumung des Gebiets, an der Ratchaprasong-Kreuzung von der Bangkoker Hochbahn aus in den gegenüberliegenden Tempel Pathum Wanaram auf Zivilisten schossen.
Zum Neujahrsfest, Mitte April 2011, leitete das DSI Verfahren gegen zehn Redner der Gedenkdemonstrationen zum Jahrestag wegen Beleidigung des Königs und der Monarchie ein. Darunter befanden sich einige, die schon nach dem Sturm der Sicherheitskräfte festgenommen worden waren. Am 18. April 2011 wurden 18 Anführer der UDD vom DSI vorgeladen, um Vorwürfen der Majestätsbeleidigung, die in Thailand mit mehrjährigen Haftstrafen bestraft wird, nachzugehen. Die Betroffenen waren Weng Tojirakarn, Nattawut Saikua, Korkaew Pikulthong, Thida Thavornseth, Karun Hosakul, Yoswaris Chuklom, Wiputhalaeng Pattanaphumthai, Veera Musikapong, Chinawat Haboonpat, Wichian Khaokham, Suporn Atthawong, Kwanchai Sarakham (Praiphana), Nisit Sinthuprai, Prasit Chaisisa, Worawut Wichaidit, Laddawan Wongsriwong, Jatuporn Prompan und Somchai Paiboon. Später kam mit Payap Panket noch einer zu der Liste hinzu.

### Wahrheits- und Versöhnungskommission
Die Regierung Abhisit gründete eine „Wahrheits- und Versöhnungskommission“ (TRCT), die die Vorfälle untersuchen sollte und von dem früheren Staatsanwalt Kanit Nanakorn geleitet wurde. Schweizer Forensiker und Ballistik-Experten berieten das Gremium. Es gab Kritik an dem angeblich zu schwachen Mandat und dem unwirksamen Zeugenschutz. Die Kommission durfte zwar Zeugen einladen, war aber nicht berechtigt, diese vorzuladen.
Die Kommission veröffentlichte zwei Zwischenberichte und am 18. September 2012 einen Abschlussbericht. Sie sah es als erwiesen an, dass Sicherheitskräfte mit Kriegswaffen gegen Demonstranten vorgegangen waren. Entgegen der Behauptung der Regierung, die Armee habe sich nur in Notwehr verteidigt und keine Scharfschützen eingesetzt, dokumentierte die Kommission Fälle, in denen Zivilisten durch Kopfschüsse getötet worden waren. Sie ging auch davon aus, dass Khattiya Sawasdipol von Soldaten ermordet wurde. Laut dem Bericht hatte ein Teil der Demonstranten mit den Schwarzhemden kooperiert, die mittels schwerer Waffen Soldaten angegriffen hatten.
Sowohl die Armee als auch Vertreter der Rothemden wiesen Teile des Abschlussberichts zurück. Human Rights Watch hingegen lobte die umfassende Untersuchung als eine Premiere in Thailand.
Die Kommission regte Anstrengungen zur Versöhnung an, um zukünftige Gewaltausbrüche zu vermeiden. Sie empfahl eine öffentliche Entschuldigung der Regierung, weil diese nicht in der Lage gewesen war, die Situation friedlich beizulegen. Zu einer möglichen Amnestie äußerte sie sich mit Blick auf die Opferrechte zurückhaltend. Sie forderte außerdem die Armeeführung dazu auf, sich nicht in die Politik einzumischen und insbesondere von einem Putsch abzusehen. Der Justiz legte sie nahe, sich mit Strafen wegen Majestätsbeleidigung gegen Rothemden zurückzuhalten. In den Empfehlungen verlangte die Kommission weiter, dass sich Thaksin Shinawatra vollständig aus der Politik zurückziehen solle. Im Falle seiner Rückkehr befürchtete Kommissionspräsident Kanit Nanakorn erneute Unruhen.

### Strafverfahren gegen ehemalige Regierungsmitglieder

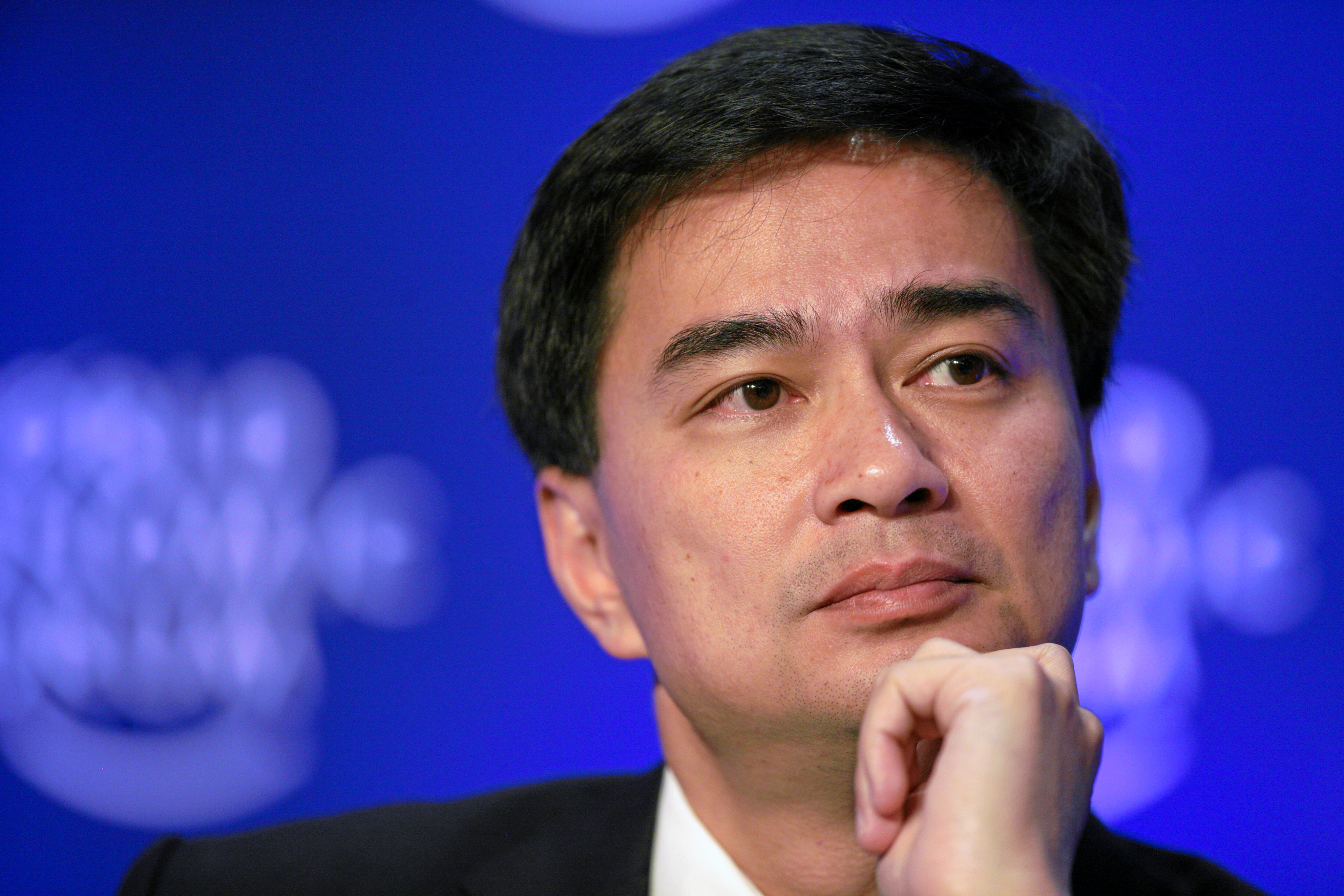
Abhisit Vejjajiva (2009)

Am 13. Dezember 2012 reichte das DSI Anklage wegen Mordes gegen Abhisit Vejjajiva und Suthep Thaugsuban ein. Die Anklage beruhte laut der Behörde auf Zeugenaussagen und einem Urteil und betraf den Fall eines von Soldaten erschossenen Taxifahrers. Beide Angeklagten bekannten sich nicht schuldig. Am 12. Dezember 2013 wurde die Anklage des Generalstaatsanwalts von dem zuständigen Kriminalgericht zugelassen. Neben dem Mord an dem Taxifahrer lautete sie auch auf den an einem 14-jährigen Jungen sowie auf Körperverletzung eines Kleinbusfahrers. Abhisit stellte sich dem Verfahren und blieb gegen Kaution auf freiem Fuß. Im August 2014 sprach das Kriminalgericht in Bangkok Abhisit und Suthep frei.

### Amnestiegesetz
Am 7. August 2013 debattierte das Parlament ein Amnestiegesetz, das sich mit den Teilnehmern der Unruhen befasst. Der oftmals auch „Worachais Gesetz“ genannte Vorschlag wurde von Worachai Hema, einem Parlamentarier der Regierungspartei Pheu Thai, eingebracht und soll den Teilnehmern an politischen Protesten seit dem Militärputsch Straffreiheit bringen. Konkret gilt es für Vorkommnisse zwischen dem 19. September 2006 und dem 10. Mai 2011. Laut der Regierung betrifft es nur die Teilnehmer der Demonstrationen und schließt politische Verantwortungsträger dezidiert aus.

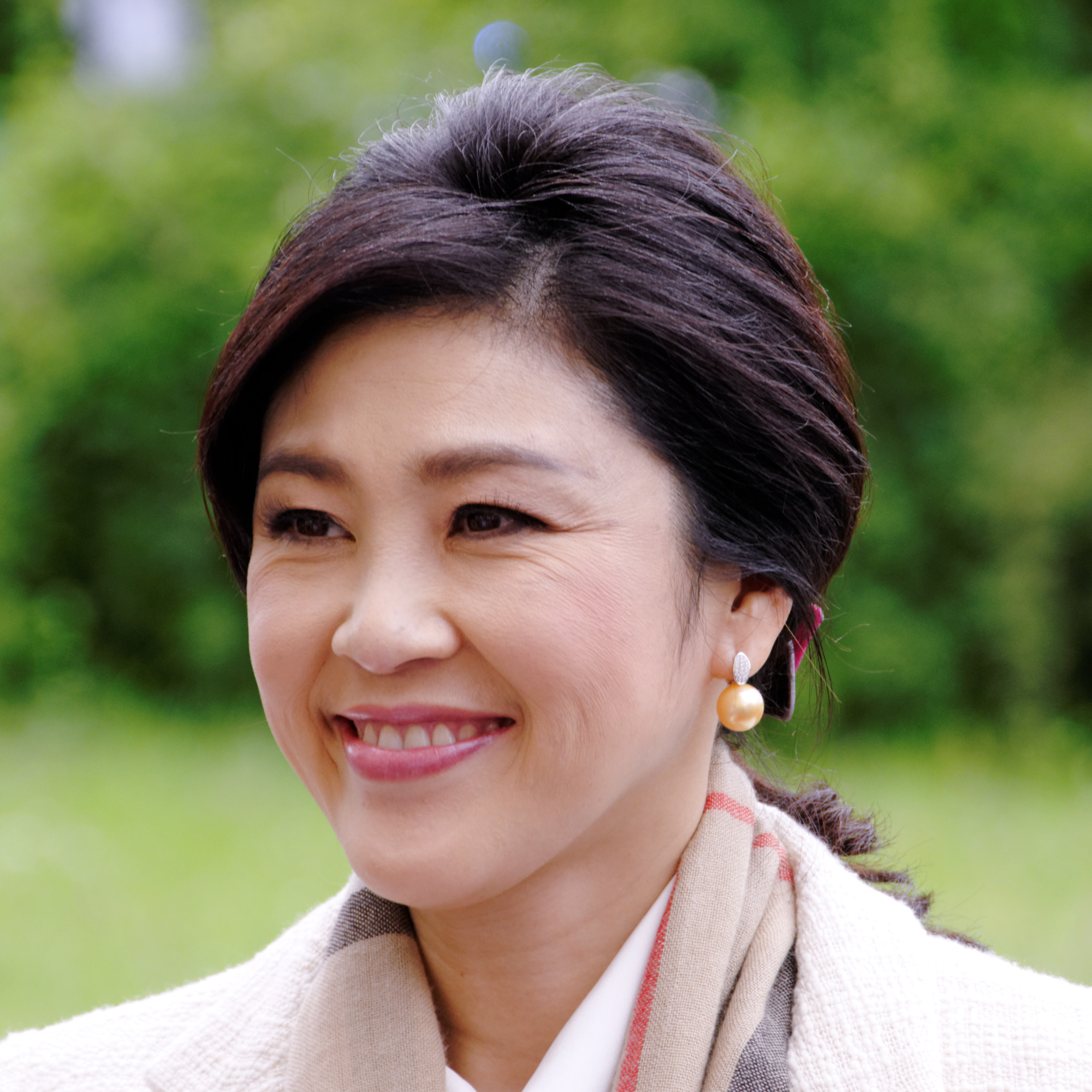
Yingluck Shinawatra (2012)

Die Demokratische Partei kritisierte den Vorschlag. Abhisit Vejjajiva erklärte, das Gesetz würde Personen, die getötet, Eigentum niedergebrannt und die Monarchie beleidigt hätten, straffrei davonkommen lassen. Außerdem erlaube es Thaksin Shinawatra, nach Thailand zurückzukehren. Auch Human Rights Watch lehnte das Gesetz ab. Es sei eine Beleidigung der Angehörigen der Opfer und lasse die Armee wie eine Unberührbare erscheinen. Sowohl militante Aktivisten als auch Soldaten, die für Tode während der Unruhen verantwortlich seien, kämen straffrei davon. Worachai Hema widersprach dieser Darstellung am 2. August.
Eine Gruppe von Opfervertretern versuchte eine alternative Version des Gesetzes einzubringen, die Strafverfahren gegen Gewalttäter und Verursacher von Sachschäden erlaubt. Sowohl Pheu Thai als auch die UDD lehnten den Vorschlag ab. Außerdem konnten die Initiatoren keine 20 Parlamentarier finden, die nötig gewesen wären, um es formell im Repräsentantenhaus einzureichen.
Am 1. November 2013 nahm das Repräsentantenhaus das Amnestiegesetz an, kurz zuvor erweiterte die Regierung den Geltungsbereich des Amnestiegesetzes. Die verabschiedete Fassung galt für Taten ab 2004, wobei der Tatbestand Majestätsbeleidigung von dem Straferlass ausgeschlossen war. Der Demokratischen Partei zufolge ermöglichte es eine Rückkehr von Thaksin Shinawatra nach Thailand. Auch Teile der „Rothemden“ kritisierten diese vollständige Amnestie für alle Seiten, einschließlich der Verantwortlichen für die Tötung von Demonstranten. Selbst der ursprüngliche Initiator des Amnestiegesetzes, Worachai Hema, war mit der stark veränderten Version seines Entwurfs nicht mehr einverstanden und enthielt sich zusammen mit drei weiteren „Rothemden“ im Parlament der Stimme. Eine erste Massendemonstrationen gegen das Gesetz mit tausenden Teilnehmern fand am Tag vor der Verabschiedung, am 31. Oktober, statt. Der Senat sollte in der Woche darauf über den Vorschlag beraten.
Ministerpräsidentin Yingluck Shinawatra kündigte aber am 7. November an, das Gesetz angesichts heftiger Proteste zu kippen. Der Senat lehnte den Entwurf des Amnestiegesetzes am 11. November einstimmig ab. Die Demonstrationen wurden ungeachtet dessen fortgesetzt, und in der Folge eskalierte die Situation in einer monatelangen politischen Krise.

## Opfer und Kosten

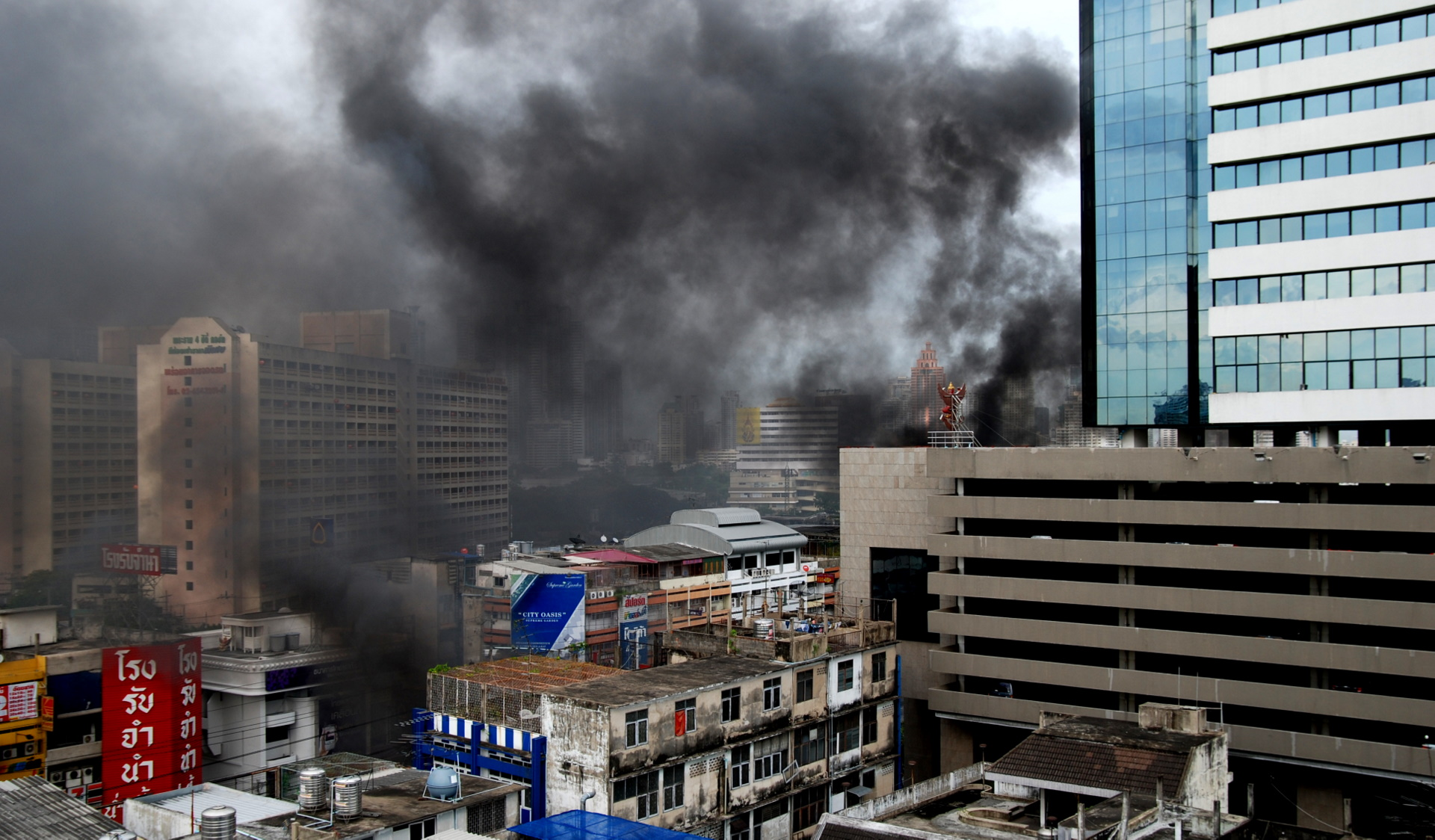
Rauch über Bangkok am 16. Mai 2010

Laut offiziellen Angaben kamen ab dem Beginn der Demonstrationen am 12. März 88 Menschen ums Leben, und es gab fast 1.900 Verletzte. Regierungsangaben erfassen ausschließlich die identifizierten Opfer.
Unter den Toten waren neben Demonstranten auch Polizisten, Soldaten, nationale und internationale Medienvertreter (unter anderem Fabio Polenghi aus Mailand) als auch Rettungskräfte und unbeteiligte Zivilisten. Nach anderen Angaben forderten die Unruhen 91 Tote und über 2.000 Verletzte.
Die Regierung behauptete, die Kosten der Besetzung beliefen sich auf 150 bis 200 Milliarden Baht, was damals ungefähr 5 Milliarden Euro entsprach.

## Internationale Reaktionen
UNO-Generalsekretär Ban Ki-moon bot mehrmals eine Vermittlung der UNO an. Die thailändische Regierung lehnte dieses Vermittlungsangebot mit der Begründung ab, Thailand könne seine Probleme selbst lösen.
Amnesty International warf der thailändischen Regierung Menschenrechtsverletzungen vor. Die Organisation wies darauf hin, dass das Militär mit scharfer Munition auf Unbewaffnete schoss. Human Rights Watch (HRW) kritisierte gleich nach der Auflösung der Besetzung die Festsetzung der acht gefangen genommenen UDD-Anführer an unbekannten Orten und forderte eine offizielle Anklage oder die unverzügliche Freilassung der Gefangenen. Die Organisation kritisierte sowohl das Verhalten der Regierung als auch der UDD. Von beiden Seiten sei Gewalt ausgegangen. Verschiedene andere Menschenrechtsorganisationen bemängelten die einseitige Untersuchung der Geschehnisse. Während gegen viele Rothemden Strafverfahren wegen Terrorismus liefen, klagte die Staatsanwaltschaft keinen einzigen Vertreter der Sicherheitsdienste an.